# Liste der Raumfahrtingenieure
Die Liste der Raumfahrtingenieure umfasst als Ingenieur oder Ingenieurwissenschaftler ausgebildete oder tätige Personen, die für ihre herausragenden wissenschaftlichen, technischen oder organisatorischen Leistungen im Bereich der Raumfahrt bekannt sind.

## A
- Ryojiro Akiba (* 1930), japanischer Weltraumwissenschaftler

## B
- Peter Beck (* 1976 oder 1977), neuseeländischer Raketenkonstrukteur
- Konstantin Dawidowitsch Buschujew (1914–1978)
- Wernher von Braun (1912–1977), deutsch-amerikanischer Raketenkonstrukteur in Diensten der deutschen Wehrmacht und der NASA

## C
- Giuseppe Colombo (1920–1984), Initiator des ersten Swing-by-Manövers einer Raumsonde
- William Congreve (Erfinder) (1772–1828), entwickelte militärisch genutzte Brandraketen

## D
- Konrad Dannenberg (1912–2009)
- Kurt Debus (1908–1983), Raketenpionier und Leiter des Kennedy Space Center bis 1974
- Walter Dornberger (1895–1980), Leiter des deutschen Raketenprogramms während des Zweiten Weltkriegs
- Hugh Latimer Dryden (1898–1965)
- Friedrich Dürr

## E
- Krafft Arnold Ehricke (1917–1984)

## F
- Maxime A. Faget (1921–2004), amerikanischer Raumschiffkonstrukteur bei der NASA
- Konstantin Petrowitsch Feoktistow (1926–2009)
- Wigbert Fehse (* 1937), Experte in automatischer Bahnkontrolle und Andocken von Raumfahrzeugen, z. B. ATV
- Hans Fichtner (1917–2012)

## G
- Hermann Ganswindt (1856–1934)
- Ernst Geissler
- Robert Gilruth (1913–2000)
- Walentin Petrowitsch Gluschko (1908–1989)
- Robert Goddard (1882–1945)
- Dieter Grau (1913–2014), deutscher Raketenkonstrukteur in Diensten der NASA
- Michael Griffin (* 1949), 2005 bis 2009 Leiter der NASA
- Helmut Gröttrup (1916–1981)
- Hans Grüne

## H
- Conrad Haas (1509–1576)
- Heinz Haber (1913–1990), deutscher Fernsehmoderator und Sachbuchautor
- Walter Häussermann (1914–2010)
- Walter Hohmann (1880–1945), deutscher Ingenieur, der sich mit Bahnen von Raumflugkörpern beschäftigte
- Helmut Hölzer (1912–1996), deutscher Ingenieur (TH-Darmstadt, heute TU Darmstadt), der den weltweit ersten Analogrechner entwickelte

## I
- Itokawa Hideo (1912–1999), Begründer des japanischen Weltraumprogramms

## J
- Michail Kusmitsch Jangel (1911–1971)

## K
- A. P. J. Abdul Kalam (1931–2015), indischer Ingenieur und Politiker
- Mstislaw Wsewolodowitsch Keldysch (1911–1978)
- Alexander Leonowitsch Kemurdschian (1921–2003), sowjetischer Ingenieur, Chefentwickler der ersten Lunochod-Raumfahrtmobile
- Nikolai Iwanowitsch Kibaltschitsch (1853–1881), russischer Raketenpionier
- Sergei Pawlowitsch Koroljow (1907–1966), sowjetischer Raketenkonstrukteur
- Nikolai Dmitrijewitsch Kusnezow (1911–1995), sowjetischer Triebwerkskonstrukteur
- Wladimir Alexandrowitsch Kotelnikow (1908–2005), sowjetischer Kommunikationstheoretiker

## L
- Willy Ley (1906–1969)
- Seymour Liebergot (* 1936), Mitglied der Flugleitung der Apolloflüge
- Gleb Losino-Losinski (1909–2001)

## M
- Wiktor Petrowitsch Makejew (1924–1985)
- Wassili Pawlowitsch Mischin (1917–2001), sowjetischer Konstrukteur, entwarf das Sojus-Raumschiff und die Raumstation Saljut
- Elon Musk (* 1971), US-amerikanischer Raketenkonstrukteur und Pionier für wiederverwendbare Raketen

## N
- Rudolf Nebel (1894–1978), deutscher Raketenkonstrukteur

## O
- Hermann Oberth (1894–1989)

## P
- Thomas O. Paine (1921–1992), Leiter der NASA 1969–1970
- Karl Poggensee (1909–1980)
- Herman Potočnik (1892–1929)
- Jesco von Puttkamer (1933–2012)

## Q
- Qi Faren (* 1933), Chefkonstrukteur des Shenzhou-Raumschiffs
- Qian Xuesen (1911–2009), Begründer des chinesischen Weltraumprogramms

## R
- Boris Wiktorowitsch Rauschenbach (1915–2001)
- Walter H. J. Riedel (1902–1968), Assistent von Max Valier in den Berliner Heylandt-Werken, Leitender Ingenieur in Peenemünde, dann in England
- Arthur Rudolph (1906–1996), Assistent von Max Valier in den Heylandt-Werken, Ingenieur in Peenemünde, dann bei der NASA
- Nikolai A. Rynin (1887–1942)

## S
- Vikram Sarabhai (1919–1971)
- Eugen Sänger (1905–1964), österreichischer Ingenieur und Raketenpionier, entwarf eine Frühform einer Raumfähre
- Friedrich Schmiedl (1902–1994)
- Alexei Jakowlewitsch Schtscherbakow (1901–1978)
- Wolodymyr Serhjejew (1914–2009)
- Ernst Steinhoff (1908–1987), deutscher Ingenieur, der an der TH-Darmstadt (heute TU-Darmstadt) studierte und sich mit geführten Flugkörpern beschäftigte
- Sun Zezhou (* 1970), seit 2016 Chefkonstrukteur der chinesischen Mond- und Marssonden

## T
- Walter Thiel (1910–1943)
- Reinhold Tiling (1893–1933)
- Wladimir Tschelomej (1914–1984)
- Boris Tschertok (1912–2011)

## V
- Max Valier (1895–1930)
- James Van Allen (1914–2006)

## W
- Kurt Wahmke (1904–1934), deutscher Raketenpionier
- Wang Xiji (* 1921), entwarf Chinas erste Trägerrakete
- James E. Webb (1906–1992), Leiter der NASA 1961–1968
- Johannes Winkler (1897–1947), deutscher Raketenpionier
- Wu Weiren (* 1953), seit 2022 Leiter des chinesischen Labors für Tiefraumerkundung

## Y
- Ye Peijian (* 1945), Chefkonstrukteur der ersten chinesischen Mondsonden
- Yu Dengyun (* 1961), seit 2022 Technischer Direktor des chinesischen Mondprogramms

## Z
- Friedrich Arturowitsch Zander (1887–1933)
- Zhang Bainan (* 1962), Chefkonstrukteur der bemannten chinesischen Raumschiffe
- Zhang Rongqiao (* 1966), seit 2016 Technischer Direktor des chinesischen Marsprogramms
- Zhao Jiuzhang (1907–1968), Begründer des chinesischen Satellitenprogramms
- Hans Ziegler (1911–1999)
- Konstantin Eduardowitsch Ziolkowski (1857–1935)